# 11 Partenopa
 11 Partenopa  (mednarodno ime 11 Parthenope, starogrško Παρθενόπη, latinizirano: Partenópe) je velik in svetel asteroid tipa S v glavnem asteroidnem pasu. 

## Odkritje
11. maja 1850 ga je odkril Annibale de Gasparis (1819–1892) v Neaplju. Asteroid Partenopa je bil njegov drugi od devetih odkritih asteroidov. Partenopa je bila ena izmed siren, ustanoviteljica mesta Neaplja v grški mitologiji. 
Prvi odkriti asteroidi so dobili tudi astronomsko znamenje. Asteroid Partenopa je dobil znak .

## Okultacije
Doslej so opazovali dve okultaciji asteroida Partenopa, to je bilo 13. februarja 1987 in 28. aprila 2006.
Opozicija v prisončju je bila 6. avgusta 2008.